# Howards End (film)
Howards End er en amerikansk film fra 1992 og den blev instrueret af James Ivory og baseret på romanen med samme navn af Edward Morgan Forster. Filmen havde premiere 28. august 1992 og får repremiere 4. november 2019.

## Medvirkende
- Anthony Hopkins som Henry Wilcox
- Emma Thompson som Margaret Schlegel
- Vanessa Redgrave som Ruth Wilcox
- Helena Bonham Carter som Helen Schlegel
- James Wilby som Charles Wilcox
- Samuel West som Leonard Bast
- Jemma Redgrave som Evie Wilcox
- Nicola Duffett som Jacky Bast
- Prunella Scales som Tante Juley
- Barbara Hicks som Frk. Avery